# انفجار در پادگان امام علی خرم‌آباد
انفجار در پادگان امام علی خرم‌آباد رویدادی است که در حدود ساعت ۱۱ صبح روز سه‌شنبه ۲۰ مهر ۱۳۸۹ (۱۲ اکتبر ۲۰۱۰) به دلیل نامعلومی در یکی از پادگان‌های نظامی نیروی هوافضای سپاه در غرب خرم‌آباد اتفاق افتاد. این حادثه منجر به کشته و زخمی شدن تعدادی از نیروهای سپاه پاسداران انقلاب اسلامی شد. این پادگان در حدود ۲۰ کیلومتری غرب خرم‌آباد واقع است. تعداد افراد کشته شده در این انفجار به‌طور دقیق مشخص نیست اما منابع غیررسمی کشته شدن ۳۰ تا ۴۰ نفر در این انفجار را اعلام کرده‌اند. فرماندهان و روابط عمومی سپاه پاسداران استان لرستان در این خصوص اعلام کردند که این انفجار در پی سرایت آتش به انبار مهمات صورت گرفته است.
یک روز پس از انفجار در پادگان امام‌علی فرماندهان سپاه پاسداران استان لرستان اعلام کردند که در این انفجار ۱۸ نفر کشته و ۱۴ نفر نیز مجروح شده‌اند که برخی از مجروحان نیز پس از درمان به خانه‌های خود بازگشته‌اند. سپاه پاسداران انقلاب اسلامی، صدا و سیمای جمهوری اسلامی ایران و خبرگزاری‌های داخلی ایران تاکنون اطلاعات دقیقی از این انفجار منتشر نکرده‌اند.
در پی این انفجار روزهای ۲۱ و ۲۲ مهر ۱۳۸۹ در استان لرستان عزای عمومی اعلام شد.

## تلفات
سردار یدالله بوعلی جانشین وقت سپاه حضرت ابوالفضل لرستان، در ۲۱ مهرماه ۱۳۸۹ (یک روز بعد از وقوع حادثه) تعداد کشته‌های این انفجار را ۱۸ نفر و تعداد مجروحین را ۱۴ نفر اعلام کرد. وی پس از اعلام این خبر گفت که این آمار تقریباً نهایی است. آخرین مستندات همانند بنر شهدا نیز این آمار را تأیید می‌کند.

## نقش اسرائیل
روزنامه دیلی تلگراف به نقل از وبلاگ‌نویسی که با محافل امنیتی اسرائیل ارتباط دارد نوشته است موساد با همکاری مجاهدین خلق عملیاتی که منجر به انفجار بیدگنه شد را اجرا کرده و همچنین به انفجار در پادگان امام علی خرم‌آباد اشاره کرده:
یک سال پیش نیز انفجاری در محل نگهداری موشک‌های دوربرد شهاب ۳ روی داد که ۱۸ نفر در آن حادثه کشته شدند. مقامات جمهوری اسلامی در آن زمان نیز علت این رویداد را وقوع آتش‌سوزی در انبار مهمات این پادگان اعلام کرد.
روزنامه فیگاروی فرانسه که پیشتر حمایت خود از اسرائیل در مقابله با ایران نشان داده بود، اقدام به انتشار خبری مبنی بر اینکه موساد با این انفجار انبار موشک‌های شهاب ۳ را نابود کرده است. فیگارو سعی کرد تا این انفجار را در راستای آنچه که سلسله انفجارهای تأسیسات هسته‌ای ایران نامیده است، بداند.
پایگاه خبری دبکا فایل اسرائیل، ۲ آبان ۱۳۸۹ مدعی شد که موساد انبار موشک‌های دوربرد شهاب ۳ ایران را هدف قرار داده است.
تلویزیون اسرائیل نیز در ادعایی گفت که انفجار در پادگان خرم‌آباد کار کماندوهای نیروی دریایی اسرائیل بود که با هماهنگی موساد انجام شده بود.
پایگاه خبری مسائل استراتژیک اسرائیل نیز در آبان ۱۳۸۹ به نقل از منابع خبری غربی، موساد را در این حادثه دخیل دانست.

## کشته‌شدگان
- محمد امیدی‌فر
- سیدمجتبی فاطمی‌نیا
- جواد سبحانی‌فرد
- فضل‌الله مهراندیش
- محسن عزیزی‌فر
- محسن فرج‌اللهی
- احسان دریکوند
- سجاد یاراحمدی
- حمید ماهرو بختیاری
- سیدمحمد موسوی
- سعید سعیدی امین
- شکرالله تقی‌نیا
- مظفر فراشی
- فرزاد احمدی‌کیا
- محمد حسن‌حیدری
- علی‌محمد یاری‌پور
- حمید جمال‌شرف
- امین امانی[۱۳]

از کشته‌شدگان این انفجار با عنوان شهدای دهه کرامت یاد می‌شود.